# Alice: Madness Returns
Alice: Madness Returns is een horror-platformspel uit 2011. Het spel werd ontwikkeld door de Chinese gamestudio Spicy Horse. Het spel is het vervolg op American McGee's Alice uit 2000. Net als het eerste deel is Madness Returns een horroradaptatie van het originele Alice in Wonderland-verhaal. Het spel kwam uit voor Windows, PlayStation 3 en Xbox 360.

## Verhaal
De speler bestuurt Alice Liddell, een jong meisje dat wordt opgesloten in een gekkenhuis, nadat haar hele familie om het leven komt bij een brand. Overvallen door schuldgevoelens en trauma's wordt ze gedwongen dubieuze geneesmethodes te ondergaan, waaronder marteling. In het gekkenhuis worden kinderen met trauma's gehypnotiseerd door Dokter Bumby, die hun geheugen wist. Op die manier zouden ze weer normaal in de samenleving kunnen functioneren. Na een jaar van behandelingen wordt Alice vrij gelaten. Eenmaal buiten heeft Alice een hallucinatie en komt ze terecht in Wonderland. In eerste instantie lijkt Wonderland idyllisch, psychedelisch en vredig. Een zwevende trein dendert echter door Wonderland heen en verandert het mooie landschap in een duistere wereld. Alice spreekt met de Cheshire Cat die haar vertelt dat het niet haar eigen traumatische verleden is dat Wonderland verstoort, maar dat iemand anders probeert Wonderland te vernietigen. In het spel wordt Alice heen en weer geslingerd tussen de echte wereld en Wonderland in een poging haar geheugen bij elkaar te rapen en de saboteur van Wonderland te vinden.

## Gameplay
Het belangrijkste aspect van Alice: Madness Returns is de platform actie. Geregeld moet de speler puzzels oplossen, ingewikkelde sprongen maken of hendels overhalen om nieuwe locaties te bereiken. Tussendoor wordt Alice tegengewerkt door verschillende wezens zoals inktvlekken met babygezichten, bijen met zwaarden en andere psychedelische monsters. Zij kan deze te lijf gaan met vier verschillende wapens: een kort mes genaamd de Vorpal Blade, een stokpaard, een theepot of een pepermolen. De speler kan deze wapens upgraden door tanden te verzamelen. Deze bevinden zich overal in de wereld en zitten soms verstopt in objecten die stuk geslagen moeten worden. Als laatste heeft Alice beschikking tot een tijdbom die gebruikt kan worden om vijanden af te leiden. Deze tijdbom moet ook gebruikt worden om schakelaars in te drukken, zodat Alice bijvoorbeeld een nieuwe ruimte kan bereiken.
Op ieder moment kan de speler Alice laten krimpen. Ze hikt op dat moment paarse bellen uit en de hele wereld krijgt een paarse gloed. Wanneer Alice klein is kan ze geheime ruimtes bereiken door in sleutelgaten te kruipen. Bovendien worden aanwijzingen op de muren en onzichtbare platforms zichtbaar.
| Recensiescore       | Recensiescore                 |
| Recensieverzamelaar | Score                         |
| ------------------- | ----------------------------- |
| GameRankings        | 74% (PC) 71% (PS3) 73% (X360) |
| Metacritic          | 75% (PC) 70% (PS3) 70% (X360) |
| Publicist           | Score                         |
| Eurogamer           | 5                             |
| Famitsu             | 29/40                         |
| GameSpot            | 7                             |
| IGN                 | 6,5                           |

## Vervolg
De horroradaptatie van Alice in Wonderland, zoals bedacht door American McGee was, bedoeld als trilogie. Een derde spel is echter tot op heden niet aanstaande. Wel heeft McGee dankzij een succesvolle Kickstarter-campagne een korte animatiefilm kunnen maken waarin Alice Liddell wederom centraal staat.